# Philip Barton Key

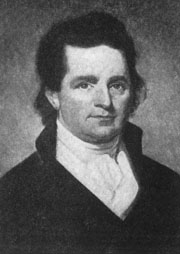
Philip Barton Key

Philip Barton Key (* 12. April 1757 bei Charlestown, Cecil County, Province of Maryland; † 28. Juli 1815 in Washington, D.C.) war ein US-amerikanischer Jurist und Politiker. Zwischen 1807 und 1813 vertrat er den Bundesstaat Maryland im US-Repräsentantenhaus; zuvor fungierte er als Bundesrichter.

## Werdegang
Philip Barton Key war ein Cousin des Kongressabgeordneten Philip Key (1750–1820). Er war außerdem der Onkel von Francis Scott Key (1779–1843), der unter anderem den Text zur amerikanischen Nationalhymne verfasste. Key erhielt eine akademische Ausbildung. Während des Unabhängigkeitskrieges kämpfte er als Loyalist auf britischer Seite. Im Jahr 1781 geriet er in Florida in spanische Kriegsgefangenschaft. Nach einem Monat in einem Lager auf Kuba wurde er begnadigt. Nach dem Krieg ging er nach England, wo er Jura studierte.
Nach seiner Rückkehr nach Maryland im Jahr 1785 studierte Key amerikanisches Recht. 1787 wurde er als Rechtsanwalt zugelassen. Er praktizierte zunächst in Leonardtown und zog im Jahr 1790 nach Annapolis. Gleichzeitig schlug er eine politische Laufbahn ein. Zwischen 1794 und 1799 saß er im Abgeordnetenhaus von Maryland. Ende der 1790er Jahre wurde er Mitglied der von Alexander Hamilton gegründeten Föderalistischen Partei. In den Jahren 1801 und 1802 war Philip Key Bundesrichter im vierten Gerichtsbezirk. Danach arbeitete er wieder als privater Rechtsanwalt. Außerdem wurde er in der Landwirtschaft tätig.
Bei den Kongresswahlen des Jahres 1806 wurde Key im dritten Wahlbezirk von Maryland in das US-Repräsentantenhaus in Washington gewählt, wo er am 4. März 1807 die Nachfolge von Patrick Magruder antrat. Nach zwei Wiederwahlen konnte er bis zum 3. März 1813 drei Legislaturperioden im Kongress absolvieren. Von 1807 bis 1809 leitete er den Ausschuss zur Verwaltung des Bundesbezirks District of Columbia. Nach dem Ende seiner Zeit im US-Repräsentantenhaus trat Philip Key politisch nicht mehr in Erscheinung. Er starb am 28. Juli 1815 in Georgetown, einem Stadtteil von Washington, wo er auch beigesetzt wurde.